# 맬컴 빌슨

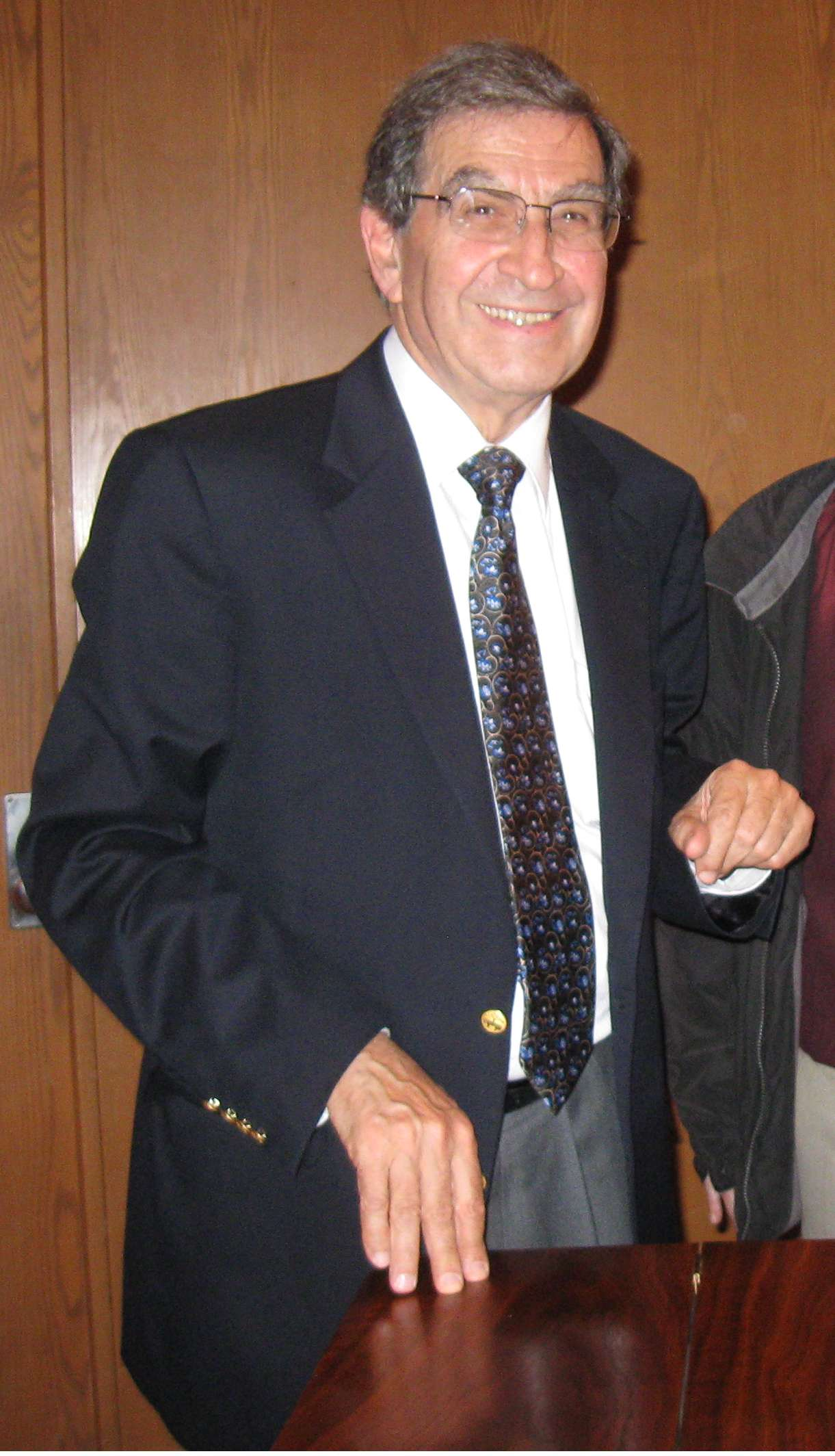

맬컴 빌슨(Malcolm Bilson, 1935년 10월 24일 ~ )은 18세기 및 19세기 음악을 전문으로 하는 미국 피아니스트이자 음악 학자이다. 빌슨은 캘리포니아 로스앤젤레스에서 태어났다. 현재 그는 뉴욕주 이타카에 있는 코넬 대학교의 음악 교수인 프레더릭 J. 휘튼이다.
빌슨은 포르테피아노의 가장 뛰어난 연주자이자 교사이다. 빌슨은 전 세계적으로 공연을 하고 있으며 녹음 작업에도 초청되었다.